# Pleiochaeta setosa
Pleiochaeta setosa (Kirchn.) S. Hughes – gatunek workowców. Patogen wywołujący u łubinu chorobę o nazwie brunatna plamistość liści łubinu.

## Systematyka i nazewnictwo
Pozycja w klasyfikacji według Index Fungorum: Incertae sedis, Incertae sedis, Incertae sedis, Incertae sedis, Pezizomycotina, Ascomycota, Fungi.
Po raz pierwszy zdiagnozował go w 1892 r. Emil Otto Oskar von Kirchner nadając mu nazwę Ceratophorum setosum. Obecną, uznaną przez Index Fungorum nazwę nadał mu Stanley John Hughes w 1951 r.
Anamorfa znana jest jako Ceratophorum setosum. Dawniej zaliczana była do grzybów niedoskonałych. Dla teleomorfy nie określono bliżej jej taksonomii, wiadomo tylko, że należy do workowców.

## Morfologia
Grzyb mikroskopijny. Tworzy szare, oliwkowe brązowe lub czarne kolonie. Grzybnia głównie zanurzona. Konidiofory wyrastają z niej pojedynczo, zazwyczaj są nierozgałęzione, elastyczne, często kolankowate, blado oliwkowe lub oliwkowo brązowe, gładkie, sedymentowane. Komórki konidiotwórcze poliblastyczne, zygzakowate. konidia oddzielają się grupami pozostawiając okrągłe, szerokie i płaskie blizny. Pojedyncze konidium ma kształt od elipsoidalnego do cylindrycznego, ściętą podstawę, jest proste lub nieco zakrzywione, gładkie i ma rozmiar 60–90 × 14–22 μm. Posiada zazwyczaj 5 poprzecznych przegród, czasami 4 lub 6–8. Komórki na obydwu końcach są hialinowe, komórki środkowe mają barwę od słomkowej do żółtobrązowej. Na wierzchołkowej komórce jest 3 lub więcej hialinowych przyczepek o długości do 100 μm. Są zazwyczaj pojedyncze, czasami rozgałęzione.

## Występowanie
Jest szeroko rozpowszechniony w Europie, występuje także w Afryce Południowej, Azji (Izrael, Japonia, Malezja,
Sri Lanka), Australii, południowo-wschodnich rejonach USA, w Brazylii.
Pasożytuje na roślinach należących do rodzajów: Crotalaria, Cytisus, łubin, seradela i fasola, szczodrzeniec, złotokap.